# Grand Prix der Volksmusik 2007
Der 22. Grand Prix der Volksmusik fand am 25. August 2007 in Wien (Österreich) statt. Teilnehmerländer waren – wie in den Vorjahren – Deutschland, Österreich, die Schweiz und Südtirol. In jedem Land wurde eine öffentliche Vorentscheidung im Fernsehen durchgeführt. Dabei wurden jeweils vier Titel für das Finale ermittelt.
Die schweizerische Vorentscheidung fand am 21. April in Zürich statt, die deutsche am 17. Mai in München, die südtirolische am 1. Juni in Algund bei Meran und die österreichische am 2. Juni in Wien. Die Veranstaltungen, zu denen jeweils ein Album mit allen Teilnehmern erschien, wurden live übertragen.
Das Finale wurde am 25. August 2007 aus Wien vom ORF im Rahmen einer Eurovisionssendung übertragen und vom ZDF, von der SF und von der RAI Bozen übernommen. Die Sendung wurde von Marc Pircher moderiert, der den Grand Prix der Volksmusik selbst im Jahr 2003 als Interpret des Titels Hey Diandl spürst es so wie i gewonnen hatte.
Am Ende der Wertung standen Sigrid & Marina mit den Zillertaler Haderlumpen als Sieger des Grand Prix der Volksmusik 2007 fest. Ihr Lied Alles hat zwei Seiten hatten Stefan Erler und Vera Berger komponiert. Der Text stammt von Franz Brachner, Mario Wolf und Christoph Purtscheller. Damit holte die Formation zum siebten Mal den Sieg des Grand Prix nach Österreich. Zur Veranstaltung erschien auch ein Album mit allen Teilnehmern.

## Die Platzierung der schweizerischen Vorentscheidung 2007
Die ersten vier Titel kamen ins Finale. 
| Startnr.          | Interpret                                   | Titel                         | Platz           | Prozente        |
| ----------------- | ------------------------------------------- | ----------------------------- | --------------- | --------------- |
| 12                | Beatrice & Lys Assia                        | Sag mir, wo wohnen die Engel? | 01.             | 24,63           |
| 07                | Nicolas Senn & Alexandra Schmied            | Mit Schwung durchs Alpenland  | 02.             | 23,98           |
| 10                | Monique                                     | Ich bin die glücklichste Frau | 03.             | 22,52           |
| 03                | Marcel Schweizer & Regina Engel             | Die Zeit mir dir              | 04.             | 10,82           |
| 01                | Roli Berner & Der Original Voralpen Express | Es wird alles wieder gut      | 0?              | 0?              |
| 02                | Sarina                                      | Soll ich das wirklich glauben | 0?              | 0?              |
| 04                | Nico Sanders                                | Ein Traum                     | 0?              | 0?              |
| 05                | Swiss Military CHAOS Schockestra            | Viva la vida                  | 0?              | 0?              |
| 06                | Jessica Ming                                | Zu nah am Feuer               | 0?              | 0?              |
| 08                | Die Teddys                                  | Träume                        | 0?              | 0?              |
| 09                | ChueLee                                     | Die Berge und der liebe Gott  | 0?              | 0?              |
| 11                | Reto Graf                                   | Min Ätti                      | 0?              | 0?              |
| Veranstaltungsort | Veranstaltungsort                           | Studio 1 Zürich               | Studio 1 Zürich | Studio 1 Zürich |

## Die Titel der deutschen Vorentscheidung 2007
Die ersten vier kamen ins Finale.
| Startnr.          | Interpret             | Titel                                   | Platz   | Punkte  |
| ----------------- | --------------------- | --------------------------------------- | ------- | ------- |
| 15                | Die Schäfer           | Das alles hat uns Gott geschenkt        | 01.     | 60      |
| 08                | Anita Burck           | Wo Kinder lachen                        | 02.     | 55      |
| 14                | Angela Wiedl          | Das Lied der Heimat                     | 03.     | 51      |
| 13                | Marco                 | Walzer der Liebe                        | 04.     | 50      |
| 01                | Axel Becker           | Bella Angela (die Schönste aller Rosen) | 05.     | 44      |
| 07                | Marcel                | Sing’ ein Lied für die Mama             | 06.     | 39      |
| 12                | Claudia & Alexx       | Glaub an das, was dein Herz sagt        | 07.     | 33      |
| 02                | Romy & Christian      | 1000 Fragen an die Liebe                | 08.     | 32      |
| 11                | Gentlemen of Trumpets | Heut’ ist unser Tag                     | 09.     | 22      |
| 03                | Sanfte Engel          | Ich sag’ adieu, St. Tropez              | 10.     | 22      |
| 05                | Marina                | Warst du heut’ schon glücklich          | 11.     | 21      |
| 10                | Astrid Breck          | Es lebe die Freundschaft                | 12.     | 16      |
| 09                | Rabaue                | Voulez-vous                             | 13.     | 14      |
| 04                | Tommy Benz            | Weil ich dich liebe                     | 14.     | 11      |
| 06                | Allgäupower           | Wir machen Musik für euch               | 15.     | 10      |
| Veranstaltungsort | Veranstaltungsort     | München                                 | München | München |

## Die Titel der österreichischen Vorentscheidung 2007
| Startnr.          | Interpret                                       | Titel                            | Platz | Prozente |
| ----------------- | ----------------------------------------------- | -------------------------------- | ----- | -------- |
| 15                | Sigrid & Marina mit den Zillertaler Haderlumpen | Alles hat zwei Seiten            | 01.   | 18,2     |
| 02                | Astrid und die TonArt Freunde                   | Du und i – für immer             | 02.   | 14,7     |
| 07                | Erwin Aschenwald & Die Mayrhofner               | Mutter Thereza                   | 03.   | 12,3     |
| 09                | Die Draufgänger                                 | Nur ein leises Vaterunser        | 04.   | 10,5     |
| 01                | Manuel Berger                                   | Sehnsucht heißt, ich liebe dich  | 05.   | 06,5     |
| 11                | Kurt Elsasser & Nadja                           | Heimat                           | 06.   | 05,4     |
| 08                | Jazz Gitti & Her Discokillers                   | I wü a Lederhosn                 | 07.   | 05,2     |
| 06                | Ö 5                                             | Almwind                          | 08.   | 04,7     |
| 05                | Natalie & Die Heimatstürmer                     | Erzähl mir von der Liebe         | 09.   | 03,9     |
| 12                | Conny Singer & Tiroler Adler                    | Die Melodie für die Welt         | 10.   | 03,8     |
| 10                | Meissnitzer Band                                | Wia die Zeit vergeht             | 11.   | 03,7     |
| 13                | Marc Bell                                       | Nächsten Sonntag komm ich wieder | 12.   | 03,6     |
| 14                | Alpenrebellen                                   | Freund’ fürs ganze Leb’n         | 13.   | 02,9     |
| 03                | Die Krochledern                                 | Die Hauptsach’, wir san g’sund   | 14.   | 02,9     |
| 04                | Adriano                                         | Ein Ave Maria                    | 15.   | 01,3     |
| Veranstaltungsort | Veranstaltungsort                               | Wien                             | Wien  | Wien     |

## Die Titel der südtirolischen Vorentscheidung 2007
Bei der südtirolischen Vorentscheidung 2007 wurden 65.383 Stimmen per Telefon und SMS gezählt (Im Jahr 2006 waren es 34.753).
| Startnr.          | Interpret                                                              | Titel                                   | Platz  | Prozente |
| ----------------- | ---------------------------------------------------------------------- | --------------------------------------- | ------ | -------- |
| ?                 | Geschwister Niederbacher                                               | Beim Geld, da hört die Freundschaft auf | 0?     | 0?       |
| ?                 | Steffen Jürgens & Renate mit den Südtiroler Alpenspatzen               | Dann ist es Liebe                       | 0?     | 0?       |
| ?                 | Die Wipptaler                                                          | Der Hof am Berg                         | 0?     | 0?       |
| ?                 | Die Trenker                                                            | Freiheit ist ein teures Gut             | 04.    | 09,71 %  |
| ?                 | Die Pustertaler                                                        | Heit gemma tanz’n                       | 01.    | 10,00 %  |
| ?                 | Bergdiamanten                                                          | Ich lieb die Einsamkeit der Berge       | 0?     | 0?       |
| ?                 | Südtiroler Spitzbuam                                                   | Korsika                                 | 0?     | 0?       |
| ?                 | Mark Alexander                                                         | Melodien der Heimat                     | 02.    | 09,96 %  |
| ?                 | Marion & Luis mit Kleeblatt                                            | Nein, ich will dich nicht verlieren     | 0?     | 0?       |
| ?                 | Freiheit und Alex                                                      | Rosen der Heimat                        | 0?     | 0?       |
| ?                 | Pseirer Spatzen                                                        | Südtiroler Power                        | 0?     | 0?       |
| ?                 | Olmsound                                                               | Vergiss die Heimat nie                  | 0?     | 0?       |
| ?                 | Werner Haller & Karl Hans Peter mit seinen Orig. Südtiroler Musikanten | Verzeih                                 | 0?     | 0?       |
| ?                 | Etschland-Express                                                      | War es nur ein Sommerflirt              | 0?     | 0?       |
| ?                 | Vincent & Fernando                                                     | Zünd eine Kerze an                      | 03.    | 09,82 %  |
| Veranstaltungsort | Veranstaltungsort                                                      | Algund                                  | Algund | Algund   |

## Die Platzierungen beim Grand Prix der Volksmusik 2007
| Startnr.          | Land              | Interpret                                       | Titel                            | Platz | Punkte |
| ----------------- | ----------------- | ----------------------------------------------- | -------------------------------- | ----- | ------ |
| 14                | A                 | Sigrid & Marina mit den Zillertaler Haderlumpen | Alles hat zwei Seiten            | 01.   | 34     |
| 15                | I                 | Vincent & Fernando                              | Zünd eine Kerze an               | 02.   | 32     |
| 10                | A                 | Erwin Aschenwald & Die Mayrhofner               | Mutter Thereza                   | 03.   | 30     |
| 13                | D                 | Die Schäfer                                     | Das alles hat uns Gott geschenkt | 03.   | 30     |
| 11                | I                 | Mark Alexander                                  | Melodien der Heimat              | 05.   | 28     |
| 05                | D                 | Anita Burck                                     | Wo Kinder lachen                 | 05.   | 28     |
| 16                | CH                | Monique                                         | Ich bin die glücklichste Frau    | 07.   | 23     |
| 08                | CH                | Nicolas Senn & Alexandra Schmied                | Mit Schwung durchs Alpenland     | 08.   | 18     |
| 02                | A                 | Die Draufgänger                                 | Nur ein leises Vaterunser        | 09.   | 16     |
| 01                | D                 | Marco                                           | Walzer der Liebe                 | 10.   | 15     |
| 04                | CH                | Marcel Schweizer & Regina Engel                 | Die Zeit mit dir                 | 11.   | 14     |
| 12                | CH                | Beatrice & Lys Assia                            | Sag mir, wo wohnen die Engel?    | 11.   | 14     |
| 03                | I                 | Die Pustertaler                                 | Heit gemma tanz’n                | 13.   | 13     |
| 06                | A                 | Astrid und die TonArt Freunde                   | Du und i für immer               | 14.   | 06     |
| 09                | D                 | Angela Wiedl                                    | Das Lied der Heimat              | 14.   | 06     |
| 07                | I                 | Die Trenker                                     | Freiheit ist ein teures Gut      | 16.   | 05     |
| Veranstaltungsort | Veranstaltungsort | Wien                                            | Wien                             | Wien  | Wien   |